# Stefanie Sanders
Stefanie Antonia Sanders (Soltau, 12 giugno 1998) è una calciatrice tedesca, attaccante del OH Lovanio.

## Statistiche

### Presenze e reti nei club
Statistiche aggiornate al 28 maggio 2023.
| Stagione            | Squadra             | Campionato          | Campionato | Campionato | Coppe nazionali | Coppe nazionali | Coppe nazionali | Coppe internazionali | Coppe internazionali | Coppe internazionali | Altre coppe | Altre coppe | Altre coppe | Totale | Totale |
| Stagione            | Squadra             | Comp                | Pres       | Reti       | Comp            | Pres            | Reti            | Comp                 | Pres                 | Reti                 | Comp        | Pres        | Reti        | Pres   | Reti   |
| ------------------- | ------------------- | ------------------- | ---------- | ---------- | --------------- | --------------- | --------------- | -------------------- | -------------------- | -------------------- | ----------- | ----------- | ----------- | ------ | ------ |
| 2014-2015           | Werder Brema        | 2BL                 | 8          | 1          | CG              | -               | -               |                      | -                    | -                    |             | -           | -           | 8      | 1      |
| 2015-2016           | Werder Brema        | BL                  | 15         | 3          | CG              | 3               | 3               |                      | -                    | -                    |             | -           | -           | 18     | 6      |
| 2016-2017           | Werder Brema        | 2BL                 | 12         | 14         | CG              | 2               | 3               |                      | -                    | -                    |             | -           | -           | 14     | 17     |
| 2017                | UCF Knights         | NCAA Division I     | 11         | 4          |                 | -               | -               |                      | -                    | -                    |             | -           | -           | .      | .      |
| 2018                | UCF Knights         | NCAA Division I     | 17         | 13         |                 | -               | -               |                      | -                    | -                    |             | -           | -           | .      | .      |
| Totale UCF Knights  | Totale UCF Knights  | Totale UCF Knights  | 28         | 17         |                 | -               | -               |                      | -                    | -                    |             | -           | -           | 28     | 17     |
| gen.-giu. 2019      | Friburgo            | BL                  | 6          | 2          | CG              | 1               | 2               |                      | -                    | -                    |             | -           | -           | 7      | 4      |
| 2019-2020           | Friburgo            | BL                  | 15         | 3          | CG              | 1               | 1               |                      | -                    | -                    |             | -           | -           | 16     | 4      |
| 2020-2021           | Friburgo            | BL                  | 13         | 3          | CG              | 3               | 8               |                      | -                    | -                    |             | -           | -           | 16     | 11     |
| Totale Friburgo     | Totale Friburgo     | Totale Friburgo     | 34         | 8          |                 | 5               | 11              |                      | -                    | -                    |             | -           | -           | 39     | 19     |
| 2020                | Rosengård           | DS                  | -          | -          | CS              | 2               | 1               |                      | -                    | -                    |             | -           | -           | 2      | 1      |
| 2021                | Rosengård           | DS                  | 21         | 5          | CS              | 2               | 4               |                      | -                    | -                    |             | -           | -           | 23     | 9      |
| 2022                | Rosengård           | DS                  | 17         | 6          | CS              | 1               | 2               | UWCL                 | 2                    | 0                    |             | -           | -           | 20     | 8      |
| 2023                | Rosengård           | DS                  | -          | -          | CS              | 1               | 2               | UWCL                 | 2                    | 0                    |             | -           | -           | 3      | 2      |
| Totale Rosengård    | Totale Rosengård    | Totale Rosengård    | 38         | 11         |                 | 6               | 9               |                      | 4                    | 0                    |             | -           | -           | 76     | 8      |
| gen-giu 2023        | Werder Brema        | BL                  | 10         | 0          | CG              | -               | -               |                      | -                    | -                    |             | -           | -           | 10     | 0      |
| Totale Werder Brema | Totale Werder Brema | Totale Werder Brema | 45         | 18         |                 | 5               | 6               |                      | -                    | -                    |             | -           | -           | 50     | 24     |
| Totale carriera     | Totale carriera     | Totale carriera     | 110        | 36         |                 | 16              | 26              |                      | 4                    | 0                    |             | -           | -           | 130    | 62     |

## Palmarès

### Club
- Campionato svedese: 2

Rosengård: 2021, 2022
- Campionato tedesco di seconda divisione: 2

Werder Brema: 2014-2015, 2016-2017
- Coppa di Svezia: 1

Rosengård: 2021-2022

### Individuali
- Capocannoniera del campionato europeo femminile Under 17 di calcio: 1

2015 (6 reti)